# El pèndol de Foucault
|  | Aquest article tracta sobre la novel·la d'Umberto Eco. Si cerqueu l'experiment de física d'on en pren el títol, vegeu «Pèndol de Foucault». |

El pèndol de Foucault (en l'italià original Il pendolo di Foucault) és una novel·la de l'escriptor i filòsof italià Umberto Eco publicada el 1988. L'obra va ser traduïda al català per Antoni Vicens el 1989.
L'obra narra com tres treballadors d'una editorial especulen amb l'existència d'una societat secreta que pretén dominar el món, i es veuen atrapats per la seva pròpia ficció. La novel·la està plena de referències a la càbala, l'alquímia, l'ocultisme i teories conspiratòries. El títol fa referència al pèndol que el físic francès Léon Foucault va dissenyar per demostrar la rotació de la Terra.

## Argument
La novel·la comença la nit de Sant Joan al Museu d'Arts i Oficis de París on el narrador, Causabon, sospita que es reuniran els membres d'una societat secreta que han segrestat el seu company Jacopo Belbo. La major part de la història s'explica com un flashback en el qual mentre està amagat Causabon reflexiona sobre com ha arribat a aquesta situació.
La memòria el porta a quan era un universitari a Milà a la dècada dels anys 1970 i treballava en una tesi sobre els cavallers templers. En un bar coneix Belbo, que treballa en una editorial especialitzat en l'edició d'autors autoeditats, a qui atorga el premi fictici Premi Petruzzellis della Gattina, per extorsionar més diners. Li demana ajuda per revisar un manuscrit que ha rebut sobre els templers. Belbo li presenta Diotallevi, un aficionat de la càbala que també treballa a l'editorial. Un altre projecte és la creació d'una Facultat d'irrellevància comparada per a estudiar i ensenyar les ciències inútils o impossibles.
Al cap del temps Causabon acaba treballant a l'editorial, que publica una nova col·lecció dedicada a l'esoterisme i l'hermenèutica. Per distreure's i burlar-se d'alguns manuscrits que reben farcits de teories conspiratòries, els tres col·legues comencen a imaginar un«Pla» segons el qual una societat secreta ancestral ha estat manipulant les nacions al llarg de la història per poder dominar el món. Com a base de la seva pròpia teoria de la conspiració parteixen dels documents que un escriptor va aportar a l'editorial i que ara la policia donava per desaparegut, i hi van afegint idees que troben interessants d'altres manuscrits rebuts.
El «Pla» és cada cop una teoria més elaborada i complexa que implica personatges històrics claus i societats com els templers, els rosacrucians, els paulicians o els sinarquistes. El que havia començat com un joc intel·lectual acaba convertint-se amb una obsessió, i a poc a poc es van convertint el que volien caricaturitzar.
Quan comparteixen les seves idees amb membres d'organitzacions ocultes, el "Pla" escapa definitivament del seu control.

## Temàtica
La major part dels llibres que versen sobre teories conspiratòries (i en particular sobre els templers) construeixen un misteri propi que constitueix una conspiració més. Eco subverteix aquest tòpic centrant-se no en el misteri en si sinó en l'efecte que provoca en els protagonistes el pas a una mentalitat de permanent sospita i recerca contínua de connexions.

## Estructura
L'estructura de la novel·la està dissenyada per emular la literatura que satiritza. Hi ha 120 capítols, el mateix nombre d'arconts que hi ha en alguns sistemes gnòstics. Cada capítol comença amb una cita d'un llibre de temàtica ocultista. I el llibre apareix dividit en deu seccions que corresponen als deu sefirot o emanacions de l'arbre de la vida cabalístic, incorporant les característiques de cada sefirot a la temàtica, les cites i el diàleg de cada secció.
| Capítols | Sefirot | Significat                                                       | Sinopsi |
| -------- | ------- | ---------------------------------------------------------------- | --- |
| 1-2      | Keter   | L'origen, el buit primordial.                                    | La vigília de Sant Joan, Causabon entra al Museu d'Arts i Oficis. Després de contemplar el Pèndol de Foucault, s'amaga dins la cabina d'un periscopi per quedar-se a dins del Museu durant la nit. |
| 3-6      | Hokmà   | La saviesa, la idea primordial de la que tot vindrà              | Causabon pensa en com fa dos dies Belbo li va trucar des de París per dir-li que el Pla era real i que el perseguien, just abans de ser segrestat. Causabon va accedir al seu ordinador personal per buscar pistes. |
| 7-22     | Binà    | L'expansió de la idea inicial, el desenvolupament de les formes. | Causabon fa memòria de com va conèixer Belbo i Diotallevi, a finals dels seixanta. Ell estava fent una tesi doctoral sobre els templers, i el van contactar des de l'editorial on treballaven per assessorar-los sobre un manuscrit que els han presentat. L'autor, el coronel Ardenti, hi detallava un pla dels templers per conquerir el món basant-se en un missatge xifrat que va trobar. Però poc després Ardenti desapareix i l'inspector De Angelis de la policia de Milà va iniciar una investigació. |
| 23-33    | Hesed   | L'expansió de la substància fins a la perifèria.                 | Causabon es va enamorar d'Amparo, una brasilera, i va marxar d'Itàlia per anar a viure a Brasil. Allà entra en contacte amb l'espiritualisme sud-americà i caribeny, i coneix a Agliè, un expert en ocultisme que afirma ser l'immortal Comte de Saint Germain. Amparo i Causabon trenquen, i ell torna a Itàlia. |
| 34-63    | Geburà  | El terror, la còlera, la severitat. L'univers dels dimonis.      | Causabon entra a treballar a l'editorial, i comença a col·laborar amb Belbo i Diotallevi en la publicació d'una nova col·lecció sobre ciències ocultes. A mesura que investiguen sobre el tema se senten fascinats pel seu món. Es retroba amb Agliè i el presenta als seus companys. La seva nova parella, la Lia, l'alerta de que s'està obsessionant amb el l'ocultisme. |
| 64-106   | Tiferet | La bellesa i l'harmonia.                                         | Farts de rebre a l'editorial manuscrits que consideren mal documentats i redactats, els tres amics decideixen divertir-se inventant un "Pla" que aglutini totes les teories conspiratòries que van rebent. Parteixen del document que els havia presentat Ardenti, i extreuen dades aleatòries de l'ordinador per anar construint relacions. Amb el temps acaben construint una teoria que abasta mil·lennis d'història europea i involucra un gran nombre de països, organitzacions i personatges històrics. Finalment, en unes vacances amb Causabon, la Lia desxifra el document d'Ardenti en que basaven el Pla i revela a Causabon que era tan sols la broma d'un criptògraf. |
| 107-111  | Nezà    | La resistència, l'endurança, la paciència constant               | |
| 112-117  | Hod     | La glòria, l'esplendor i la majestat.                            | |
| 118-119  | Jesod   | El fonament, l'equilibri.                                        | |
| 120      | Malkut  | El món físic i terrenal.                                         | |